# Louis Henri Vaquez
Louis Henri Vaquez, född den 27 augusti 1860 i Paris, död där den 15 april 1936, var en fransk läkare.
Vaquez studerade medicin i sin hemstad och blev medicine doktor 1890. Fem år senare erhöll han titeln médecin des hôpitaux, 1898 utsågs han till professeur agrégé och 1918 till professor i klinisk medicin. 
Hans specialitet var blodsjukdomar och sjukdomar relaterade till blodomloppet. Till hans förtjänster hör introduktionen av användandet av EKG i Frankrike. Vaquez var också författare och skrev ett antal medicinrelaterade böcker, dessutom grundade han 1920 en tidskrift som behandlade åkommor hos hjärta, ådror och blod (Archives des maladies du coeur, vaissaux et du sang). Han har givit namn åt Vaquez sjukdom och Vaquez och Cottets test.